# سرطانة الخلايا العنيبية للبنكرياس

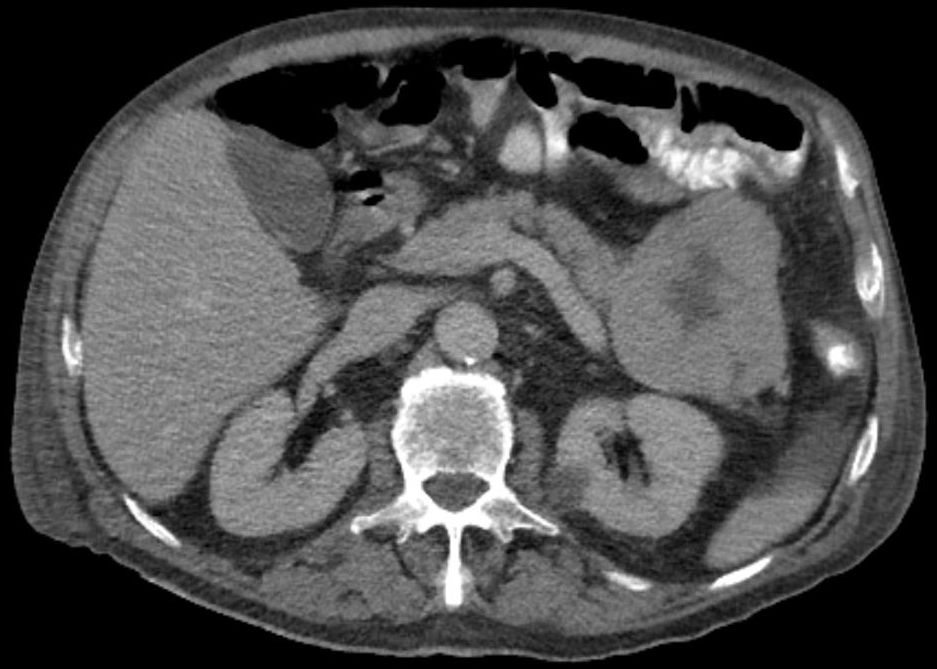
تصوير مقطعي محوسب لمريض مصاب بسرطانة الخلايا العنيبية.

سرطانة الخلايا العنيبية للبنكرياس هي ورم خبيث نادر خارجي الإفراز بالبنكرياس، وهي تُمثِّل 5% من أورام البنكرياس خارجية الإفراز مما يجعلها ثاني أكثر أنواع سرطان البنكرياس شيوعًا.

## العلامات والأعراض
تُعد سرطانة الخلايا العنيبية للبنكرياس أكثر شيوعًا بين الرجال عنها بين النساء ويبلغ متوسط عمر من يشخَّص بهذا المرض 60 عامًا، تكون الأعراض غالبًا غير محددة وتشمل فقدان الوزن، وهناك أعراض تتجلى عند 15% من الحالات: عقيدات تحت الجلد (نتيجة لـ النخر الدهني) وألم مفصلي (نتيجة لـ إطلاق الليباز).

## علم الأمراض
ترتبط سرطانة الخلايا العنيبية بزيادة الليباز في مصل الدم ويتجلى في الشكل الكلاسيكي مثل ثالوث شميد (نخر دهني تحت الجلد، التهاب المفاصل، فرط الحمضات)، تكون سرطانة الخلايا العنيبية كبيرة قد تصل إلى 10 سم ولينة مقارنة بسرطانة البنكرياس الغدية لأنها تفتقر السدى الكثيف، ويُمكن أن تنشأ في أي جزء من البنكرياس.
من ناحية علم الشكل النسيجي فإنه يُشبه ورم الخلايا العنيبية للبنكرياس وعادة ما يكون لديه كمية معتدلة من السيتوبلازم الحبيبي الذي يصبغ مع كل من ملون حمض شيف الدوري ودياستاز ملون حمض شيف الدوري.

## التشخيص
عادةً ما يظهر الفحص المجهري الضوئي لخزعة سرطان الخلايا العنيبية مظهرًا حبيبيًا، وعادة ما تكون الكيمياء النسيجية المناعية إيجابية بالنسبة للتربسين والكيموتريبسين والليباز. في الاختبارات الجينية يُعثر على الجينات/البروتينات المعدلة لـ بي53 وSMAD4 وبروتين داء السلائل القولوني الورمي الغدي وARID1A وGNAS.